# Alexander Goldrun
Alexander Goldrun, née en 2001, est un cheval de course pur-sang irlandais. 

## Carrière de courses
Adjugée 40 000 € yearling, Alexander Goldrun met longtemps à trouver son jour à 2 ans en Irlande, sous les ordres de Jim Bolger et la monte de son jockey de toujours, Kevin Manning. Elle remporte son maiden à sa seconde tentative, puis après cinq prestations au niveau handicap, elle conclut sa saison par une victoire dans une Listed au Curragh. L'année suivante, la pouliche change de dimension. Elle s'impose pour sa rentrée dans une Listed puis s'adjuge une préparatoire aux Irish 1000 Guineas, dans lesquelles elle ne trouve que la championne Attraction pour lui barrer la route. Désormais, elle ne se produira plus qu'au niveau groupe 1, en disputant 21 d'affilée ! Elle est envoyée en France ou elle échoue au pied du podium dans le Prix de Diane, puis prend un nouvel accessit d'honneur dans les Pretty Polly Stakes, à domicile. Sa deuxième partie de saison, en revanche, est immaculée : elle enchaîne le Prix de l'Opéra puis s'en va cueillir la Hong Kong Cup à Sha Tin, ses deux premières victoires de groupe 1.
À 4 ans, Alexander Goldrun se mue en globe-trotter, de l'Irlande à Dubaï, de Singapour à Hong Kong en passant par l'Angleterre et la France. Elle glane deux nouvelles victoires de groupe 1, dans les Pretty Polly Stakes et les Nassau Stakes, et figure utilement dans de grandes joutes internationales. Malgré une fin de saison plus erratique, elle continue ses voyages en 2006, à 5 ans, et si elle ne remporte qu'une victoire, dans les Nassau Stakes, elle prend encore plusieurs accessits de prestige et se retire après un échec dans la Hong Kong Cup, pour sa troisième participation, et un palmarès riche de cinq victoires de groupe 1 et quelque dix accessits à ce niveau. Une dame de fer, comme on dit. 

### Résumé de carrière
| Date         | Hippodrome   | Pays        | Course                      | Statut      | Distance    | Jockey        | Place       | Écart       | Vainqueur ou deuxième |
| 2003, 2 ans  | 2003, 2 ans  | 2003, 2 ans | 2003, 2 ans                 | 2003, 2 ans | 2003, 2 ans | 2003, 2 ans   | 2003, 2 ans | 2003, 2 ans | 2003, 2 ans           |
| ------------ | ------------ | ----------- | --------------------------- | ----------- | ----------- | ------------- | ----------- | ----------- | --------------------- |
| 23 mars      | Curragh      | Irlande     | Maiden                      |             | 1 000 m     | Kevin Manning | 5e / 14     | 4           | Colossus              |
| 6 avril      | Curragh      | Irlande     | Maiden                      |             | 1 000 m     | Kevin Manning | 1er / 9     | 3           | Lamon Bay             |
| 20 juin      | Tipperary    | Irlande     | Nursery Handicap            |             | 1 000 m     | Kevin Manning | 3e / 8      | 3/4         | Kurlicue              |
| 2 août       | Galway       | Irlande     | Nursery Handicap            |             | 1 400 m     | Kevin Manning | 9e / 11     | 7           | Ssteel Light          |
| 6 septembre  | Leopardstown | Irlande     | Nursery Handicap            |             | 1 400 m     | Kevin Manning | 1er / 11    | tête        | Castledale            |
| 15 septembre | Listowell    | Irlande     | Nursery Handicap            |             | 1 600 m     | Kevin Manning | 2e / 8      | 1/2         | Faasel                |
| 11 octobre   | Gowran Park  | Irlande     | Nursery Handicap            |             | 1 600 m     | Kevin Manning | 2e / 16     | cte tête    | Anchor                |
| 25 octobre   | Curragh      | Irlande     | Glider Stakes               | Listed      | 1 600 m     | Kevin Manning | 1er / 12    | 1/2         | Poetical              |
| 2004, 3 ans  |              |             |                             |             |             |               |             |             |                       |
| 21 mars      | Curragh      | Irlande     | Park Express Stakes         | Listed      | 1 600 m     | Kevin Manning | 1er / 10    | 1           | Blue Reema            |
| 9 mai        | Leopardstown | Irlande     | 1000 Guineas Trial          | Gr. 3       | 1 400 m     | Kevin Manning | 1er / 9     | cte tête    | Misty Heights         |
| 5.23         | Curragh      | Irlande     | Irish 1000 Guineas          | Gr. 1       | 1 600 m     | Kevin Manning | 2e / 15     | 1           | Attraction            |
| 13 juin      | Chantilly    | France      | Prix de Diane               | Gr. 1       | 2 100 m     | Kevin Manning | 4e / 18     | 2           | Latice                |
| 26 juin      | Curragh      | Irlande     | Pretty Polly Stakes         | Gr. 1       | 2 000 m     | Kevin Manning | 2e / 6      | 1/2         | Chorist               |
| 3 octobre    | Longchamp    | France      | Prix de l'Opéra             | Gr. 1       | 2 000 m     | Kevin Manning | 1er / 11    | 1           | Grey Lilas            |
| 12 décembre  | Sha Tin      | Hong Kong   | Hong Kong Cup               | Gr. 1       | 2 000 m     | Kevin Manning | 1er / 14    | cte tête    | Bullish Luck          |
| 2005, 4 ans  |              |             |                             |             |             |               |             |             |                       |
| 26 mars      | Nad Al Sheba | Dubaï       | Dubaï Duty Free             | Gr. 1       | 1 800 m     | Kevin Manning | 6e / 14     | 4 ¼         | Elvstroem             |
| 15 mai       | Kranji       | Singapour   | Singapore International Cup | Gr. 1       | 2 000 m     | Kevin Manning | 3e / 15     | 3 ½         | Mummify               |
| 25 juin      | Curragh      | Irlande     | Pretty Polly Stakes         | Gr. 1       | 2 000 m     | Kevin Manning | 1er / 10    | 1 ½         | Red Bloom             |
| 5 juillet    | Newmarket    | Royaume-Uni | Falmouth Stakes             | Gr. 1       | 1 600 m     | Kevin Manning | 2e / 7      | 2 ½         | Soviet Song           |
| 30 juillet   | Goodwood     | Royaume-Uni | Nassau Stakes               | Gr. 1       | 2 000 m     | Kevin Manning | 1er / 11    | 1 ¼         | Cassydora             |
| 10 septembre | Leopardstown | Irlande     | Irish Champion Stakes       | Gr. 1       | 2 000 m     | Kevin Manning | 3e / 10     | 1/2         | Oratorio              |
| 2 octobre    | Longchamp    | France      | Prix de l'Opéra             | Gr. 1       | 2 000 m     | Kevin Manning | 3e / 9      | 1 ¼         | Kinnaird              |
| 15 octobre   | Newmarket    | Royaume-Uni | Champion Stakes             | Gr. 1       | 2 000 m     | Kevin Manning | 8e / 15     | 5           | David Junior          |
| 11 décembre  | Sha Tin      | Hong Kong   | Hong Kong Cup               | Gr. 1       | 2 000 m     | Kevin Manning | 8e / 10     | 4           | Vengeance of Rain     |
| 2006, 5 ans  |              |             |                             |             |             |               |             |             |                       |
| 25 mars      | Nad Al Sheba | Dubaï       | Dubaï Sheema Classic        | Gr. 1       | 2 400 m     | Kevin Manning | 5e / 14     | 15          | Heart's Cry           |
| 28 mai       | Curragh      | Irlande     | Tattersalls Gold Cup        | Gr. 1       | 2 100 m     | Kevin Manning | 2e / 3      | 7           | Hurricane Run         |
| 1er juillet  | Curragh      | Irlande     | Pretty Polly Stakes         | Gr. 1       | 2 000 m     | Kevin Manning | 1er / 7     | enc.        | Chelsea Rose          |
| 5 août       | Goodwood     | Royaume-Uni | Nassau Stakes               | Gr. 1       | 2 000 m     | Kevin Manning | 2e / 7      | cte tête    | Ouija Board           |
| 9 septembre  | Leopardstown | Irlande     | Irish Champion Stakes       | Gr. 1       | 2 000 m     | Kevin Manning | 3e / 5      | 2 ¾         | Dylan Thomas          |
| 30 septembre | Newmarket    | Royaume-Uni | Sun Chariot Stakes          | Gr. 1       | 1 600 m     | Kevin Manning | 3e / 5      | 9 ¼         | Spinning Queen        |
| 10 décembre  | Sha Tin      | Hong Kong   | Hong Kong Cup               | Gr. 1       | 2 000 m     | Kevin Manning | 9e / 12     | 7 ½         | Pride                 |

## Au haras
Des six produits enregistrés d'Alexander Goldrun, un seul a fait preuve d'un peu de qualité, Goldrush, une fille de Frankel qui avait coûté 1,7 million d'euros yearling, a remporté deux Listed mais a montré ses limites au niveau supérieur en terminant quatrième d'un groupe 3 irlandais.

## Origines
Alexander Goldrun est le joyau de son père Gold Away, solide miler qui remporta le Prix du Muguet, trois groupe 3 et rentra au haras avec une collection belle et frustrante de premiers accessits au niveau groupe 1, puisqu'il termina deuxième du Prix du Moulin de Longchamp, du Prix Jean Prat, du Prix Maurice de Gheest, et du Prix d'Ispahan. Étalon modeste, dont le prix de saillie a culminé à 5 000 €, il a honorablement produit, donnant aussi Full of Gold, vainqueur du Critérium de Saint-Cloud, ou Musical Way, troisième de la Hong Kong Cup.
Côté maternel, la famille d'Alexander Goldrun porte la marque de l'élevage Wertheimer. Renashaan, la mère, s'est classé troisième du Prix Vanteaux (Gr.3) et a bien produit, puisqu'on lui doit également Medicis (par Machiavellian), vainqueur du Prix de la Jonchère (Gr.3), deuxième de la Poule d'Essai des Poulains et du Prix de la Forêt. 

### Pedigree
| Origines de Alexander Goldrun (IRE), jument baie née en 2001 | Origines de Alexander Goldrun (IRE), jument baie née en 2001 | Origines de Alexander Goldrun (IRE), jument baie née en 2001 | Origines de Alexander Goldrun (IRE), jument baie née en 2001 |
| ------------------------------------------------------------ | ------------------------------------------------------------ | ------------------------------------------------------------ | ------------------------------------------------------------ |
| Père Gold Away 1995                                          | Goldneyev 1986                                               | Nureyev                                                      | Northern Dancer                                              |
| Père Gold Away 1995                                          | Goldneyev 1986                                               | Nureyev                                                      | Special                                                      |
| Père Gold Away 1995                                          | Goldneyev 1986                                               | Gold River                                                   | Riverman                                                     |
| Père Gold Away 1995                                          | Goldneyev 1986                                               | Gold River                                                   | Glaneuse                                                     |
| Père Gold Away 1995                                          | Blushing Away 1987                                           | Blushing Groom                                               | Red God                                                      |
| Père Gold Away 1995                                          | Blushing Away 1987                                           | Blushing Groom                                               | Runaway Bride                                                |
| Père Gold Away 1995                                          | Blushing Away 1987                                           | Sweet Revenge                                                | Raja Baba                                                    |
| Père Gold Away 1995                                          | Blushing Away 1987                                           | Sweet Revenge                                                | Away                                                         |
| Mère Renashaan 1989                                          | Darshaan 1981                                                | Shirley Heights                                              | Mill Reef                                                    |
| Mère Renashaan 1989                                          | Darshaan 1981                                                | Shirley Heights                                              | Hardiemma                                                    |
| Mère Renashaan 1989                                          | Darshaan 1981                                                | Delsy                                                        | Abdos                                                        |
| Mère Renashaan 1989                                          | Darshaan 1981                                                | Delsy                                                        | Kelty                                                        |
| Mère Renashaan 1989                                          | Gerbera 1984                                                 | Lyphard                                                      | Northern Dancer                                              |
| Mère Renashaan 1989                                          | Gerbera 1984                                                 | Lyphard                                                      | Goofed                                                       |
| Mère Renashaan 1989                                          | Gerbera 1984                                                 | Greenway                                                     | Targowice                                                    |
| Mère Renashaan 1989                                          | Gerbera 1984                                                 | Greenway                                                     | Gracious (famille 22-d)                                      |